# Sav (vin)
Sav är namnet på ett mousserande vin baserat på björksav. Saven tappas från björkar som växer på Jämtlands mineralrika mark runt Storsjön.
Det finns ett växande intresse för det svenska björkvinet, och krögaren, tillika vinexperten, Carl Jan Granqvist delade med sig av sina upplevelser av vinet i P4 Extra den 4 december 2008. Förutom det, gjorde nyhetskanalen CNN ett inslag i april 2009, där de följde under tillverkningen av Sav. Reportaget sändes under perioden 6-9 juni 2009.

## Innehåll
Sav-vinet innehåller rikliga mängder naturligt socker, kalcium, fosfor, magnesium, mangan, zink och järn.

## Tillgänglighet
Tillgängligheten kan uppfattas som exklusiv. Första årets vinskörd (2006) var begränsad till 5 000 numrerade flaskor. Skörden år 2007 beräknades till 20 000 flaskor och 2009 till 25 000 flaskor.

## Export
Vinet exporteras för närvarande till Tyskland, Spanien och Italien